# IVERTO
IVERTO was een Brusselse studentenclub van het departement Toegepaste Taalkunde aan de Vrije Universiteit Brussel. Dit departement was vroeger gesitueerd in de Trierstraat in de Europese wijk van Brussel. Vanaf het academiejaar 2008-2009 is het departement gelegen op de campus van de VUB, maar bleef verbonden aan de Erasmushogeschool Brussel.
Sinds het academiejaar 2013-2014 is het departement verbonden aan de Vrije Universiteit Brussel, waar het deel uitmaakt van de faculteit Letteren en Wijsbegeerte. 
IVERTO was een van de oudste Brusselse studentenclubs en vierde in het academiejaar 2009-2010 haar 50-jarig jubileum.
IVERTO maakte ook deel uit van het Brussels Seniorenkonvent (BSK), dat een overkoepeling vormt van de kringen aan de Erasmushogeschool, enkele regionale kringen (Moeder Gevaar, 't Vat) en Polytechnic en Omega van de KMS.
Eind 2018 besloot het bestuur te stoppen omdat er geen nieuwe voorzitter en bestuursleden gevonden kon worden.